# Joseph W. Chalmers
Joseph Williams Chalmers, född 20 december 1806 i Halifax County, Virginia, död 16 juni 1853 i Holly Springs, Mississippi, var en amerikansk demokratisk politiker. Han representerade delstaten Mississippi i USA:s senat 1845-1847. Brodern John G. Chalmers tjänstgjorde 1841 som finansminister i Republiken Texas.
Chalmers studerade juridik vid University of Virginia och sedan vidare i Richmond. Han flyttade 1835 till Tennessee och fyra år senare till Mississippi.
Senator Robert J. Walker avgick 1845 för att tillträda som USA:s finansminister. Chalmers satte i senaten fram till slutet av Walkers mandatperiod. Han efterträddes 1847 av Henry S. Foote.
Chalmers grav finns på Hillcrest Cemetery i Holly Springs. Sonen James Ronald Chalmers var brigadgeneral i Amerikas konfedererade staters armé under amerikanska inbördeskriget samt ledamot av USA:s representanthus 1877-1882 och 1884-1885.